# مارتین کلین (کشتی‌گیر)
مارتین کلین (روسی: Мартин Кляйн؛ ۱۲ سپتامبر ۱۸۸۴ – ۱۱ فوریه ۱۹۴۷) یک کشتی‌گیر اهل روسیه-استونی بود.
از افتخارات وی می‌توان به کسب مدال نقره وزن middleweight کشتی فرنگی در بازی‌های المپیک تابستانی ۱۹۱۲ اشاره کرد.